# Romain Fernandez
 (août 2025).
Motif : Notoriété douteuse. Un unique match professionnel et aucune sources secondaires centrées
- Archive Wikiwix
- Bing
- Cairn
- DuckDuckGo
- E. Universalis
- Gallica
- Google
- G. Books
- G. News
- G. Scholar
- Persée
- Qwant
- (zh) Baidu
- (ru) Yandex
- (wd) trouver des œuvres sur Wikidata

| 1. | Préciser le motif de la pose du bandeau. | Précisez le motif de la pose du bandeau en utilisant la syntaxe suivante : {{admissibilité à vérifier\|date=août 2025\|motif=remplacez ce texte par le motif}}                        |
| 2. | Informer les utilisateurs concernés.     | Pensez à avertir le créateur de l'article, par exemple, en insérant le code ci-dessous sur sa page de discussion : {{subst:avertissement admissibilité à vérifier\|Romain Fernandez}} |

Pas d'image ? Cliquez ici

a Compétitions nationales et continentales officielles uniquement.

b Matchs officiels uniquement.
Dernière mise à jour le 11 août 2025.
Romain Fernandez, né le 12 février 1993, est un joueur français de rugby à XV qui évolue au poste de trois-quarts aile.

## Biographie
Romain Fernandez fait ses débuts avec l'équipe première de l'USA Perpignan lors de la saison 2011-2012. Il fait partie de la promotion 2011-2012 René Deleplace du Pôle France de rugby à sept.